# Công chúa thế vai
Công chúa thế vai (The Princess Switch) là một bộ phim hài kịch lãng mạn Mỹ về Giáng Sinh do Mike Rohl thực hiện từ một kịch bản của Robin Bernheim và Megan Metzger. Phim có sự tham gia của Vanessa Hudgens, Sam Palladio và Nick Sagar. Bộ phim về hai người tình cờ gặp nhau, những người trông giống hệt nhau và đổi vị trí cho nhau như tác phẩm Hoàng tử và Pauper. Nó được phát hành vào ngày 16 tháng 11 năm 2018 bởi Netflix.

## Cốt truyện
Stacy De Novo là một thợ làm bánh trẻ tài năng, điều hành một cửa hàng bánh ngọt thành công ở Chicago cùng với người bạn thân nhất của mình Kevin Richards. Kevin có một cô con gái tên Olivia, một cô gái trẻ sớm phát triển, thích nhảy múa ba lê. Stacy gần đây đã chia tay với bạn trai Paul. Một tuần trước Giáng sinh, Stacy phát hiện ra rằng Kevin đã tham gia vào công việc kinh doanh của họ trong một cuộc thi làm bánh uy tín ở Vương quốc Bỉ. Sự đệ trình của họ đã được chấp nhận, nhưng Stacy không muốn tham dự vì Giáng sinh là một lời nhắc nhở không thoải mái về mối quan hệ của cô với Paul. Sau đó, Stacy tình cờ gặp Paul với bạn gái mới. Một người đàn ông tử tế trên đường nhắc nhở cô rằng những lời chúc Giáng sinh có thể trở thành sự thật. Stacy đồng ý cạnh tranh và lên đường đến Bỉ, cùng với Kevin và Olivia.
Sau khi đến Bỉ, bộ ba đi tham quan và bắt gặp một người bán hàng Giáng sinh trông rất giống với người đàn ông tốt bụng mà Stacy gặp lại ở Chicago. Người bán khuyên cô nên sống cuộc sống tự phát hơn. Sau khi ổn định tại ngôi nhà của họ, Stacy và Kevin đến trường quay truyền hình nơi cuộc thi sẽ được tổ chức. Ở đó, Stacy bắt gặp người bạn học cũ ẩm thực của cô và đối thủ Brianna, nhà vô địch bảo vệ của cuộc thi. Brianna "vô tình" làm đổ cà phê lên tạp dề của Stacy và Stacy rời đi để lấy một cái mới. Sau đó, Stacy gặp Lady Margaret Delacourt, Nữ công tước Montenaro và hôn thê của Thái tử Edward xứ Bỉ, và cả hai bị ấn tượng bởi vẻ ngoài giống hệt nhau. Tuyệt vọng vì hết thời gian, Margaret gợi ý rằng hai người xa lạ sinh đôi đổi chỗ trong hai ngày, sau đó quay ngược thời gian để thi đấu của Stacy và đám cưới của Margaret và Edward. Ban đầu miễn cưỡng, Stacy đồng ý, đặc biệt là khi Lady Margaret đề nghị tài trợ cho Olivia khi còn là học sinh trong chương trình múa ba lê mùa hè được hoan nghênh của Bỉ.
Stacy và Margaret nhanh chóng dạy cho nhau về cuộc sống, hành vi và những điều kỳ quặc của họ để giảm thiểu sự nghi ngờ và chia tay. Olivia ngay lập tức phát hiện ra việc chuyển đổi nhưng giúp giữ bí mật của Margaret và Stacy trong khi gắn kết với Margaret. Trong khi đó, Hoàng tử Edward - người được cho là sẽ đi công tác trong hai ngày sau khi chuyển đổi - thay đổi kế hoạch và muốn dành thời gian với vợ sắp cưới, khiến Stacy trở nên hoảng loạn. Vua George cảm nhận được điều gì đó đang diễn ra, và giao cho người quản gia của mình, Frank, quan sát cô. Stacy thích nghi với cuộc sống ở tòa án và bắt đầu yêu Hoàng tử Edward, trong khi Margaret yêu Kevin và nhận ra rằng cô thích sống một cuộc sống bình thường. Mặc dù vậy, cả hai tái hợp và chuyển trở lại sau hai ngày. Trong khi đó, Brianna lẻn vào đài truyền hình và cắt dây nguồn cho máy trộn của Stacy để phá hoại.
Frank quản gia chụp ảnh để chứng minh Margaret và Stacy hoán đổi danh tính và tặng chúng cho Nữ hoàng. Nữ hoàng gặp một người đàn ông tử tế, người cho rằng Stacy trông giống như một nàng công chúa mặc dù có địa vị chung và Nữ hoàng có một trái tim thay đổi. Bây giờ nhận thức được việc chuyển đổi, Nữ hoàng giả mạo bệnh tật để phái Edward và Margaret tham dự cuộc thi làm bánh ở vị trí của mình. Margaret nói rõ với Edward về việc chuyển đổi và thừa nhận cô không yêu anh. Hai người vội vàng đến cuộc thi để giải quyết vấn đề.
Tại cuộc thi làm bánh, Stacy phát hiện ra hành vi phá hoại của Brianna và phải trộn nguyên liệu của mình bằng tay. Mặc dù thất bại, Stacy và Kevin vẫn cố gắng hoàn thành chiếc bánh của mình và giành giải nhất, với các huy chương được trao bởi Lady Margaret và Hoàng tử Edward. Stacy cố gắng tránh trình bày huy chương, và Kevin - không biết gì về công tắc - khẳng định rằng cô chấp nhận. Margaret và Stacy tiết lộ âm mưu của họ cho hai người đàn ông. Margaret tuyên bố tình yêu của cô dành cho Kevin, trong khi Stacy bước đi, cảm thấy lạc lõng với cuộc sống vương giả của Edward. Edward ngăn Stacy và nói rằng anh ta đang yêu cô. Anh cầu hôn, gợi ý một đám cưới Giáng sinh trong một năm nếu họ vẫn còn yêu nhau.
Một năm sau, Stacy kết hôn với Hoàng tử Edward và trở thành Công chúa của Bỉ, và cả hai cặp vợ chồng (và Olivia) đều ăn mừng trong đám cưới. Margaret bắt được bó hoa cô dâu của Stacy, trong khi Kevin hỏi cô ấy đang làm gì cho năm mới. Khi Margaret tuyên bố rằng cô ấy không có kế hoạch gì, Kevin trả lời, Bạn có thể muốn treo lên bó hoa đó, "ám chỉ anh ấy dự định cưới cô ấy".

## Diễn viên
- Vanessa Hudgens trong vai Margaret Delacourt (Nữ công tước Montenaro) và Stacy DeNovo
- Sam Palladio với tư cách là Hoàng tử Edward
- Nick Sagar trong vai Kevin Richards
- Mark Fleischmann với tư cách là Frank De Luca
- Suanne Braun trong vai bà Donatelli
- Alexa Adeosun trong vai Olivia
- Sara Stewart với tư cách là Nữ hoàng Caroline
- Pavel Douglas với tư cách là Vua George
- Amy Griffiths trong vai Brianna Michaels
- Robin Soans với tư cách là ông già tốt bụng

## Phát hành
Nó được phát hành vào 26 tháng 11 năm 2018 bởi Netflix 